# Ganh Da Dia

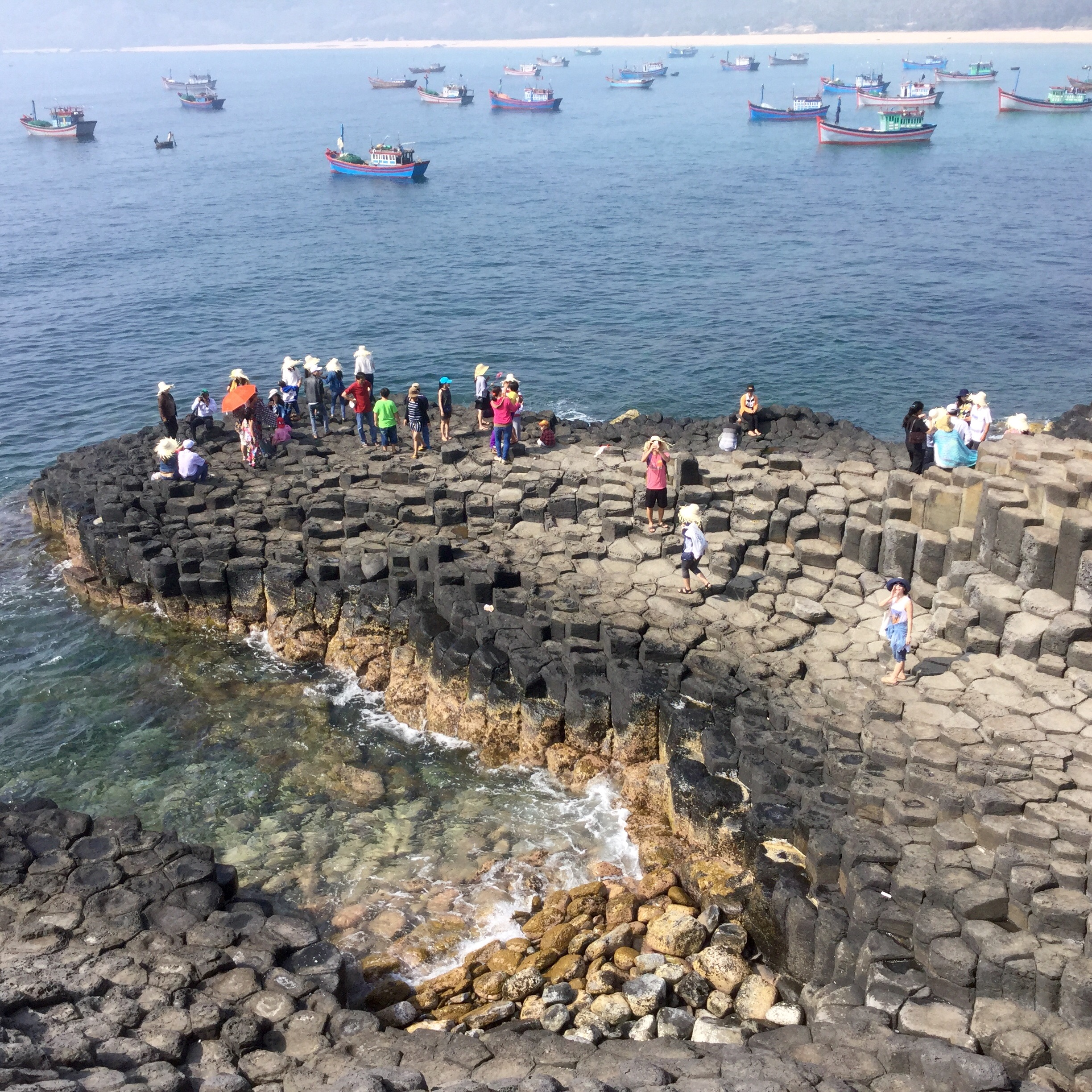
Gành Đá Dĩa

Ganh Da Dia (Gành Đá Dĩa or Ghềnh Đá Dĩa in vietnamita, che letteralmente significa Scogliera delle lastre di pietra) è una zona costiera formato da colonne basaltiche che si trova vicino An Ninh Dong, del distretto di Tuy An, Provincia di Phu Yen, in Vietnam.

## Descrizione
L'area è larga circa 100 metri e lunga circa 250 metri, ed è composta da 35.000 colonne di rocce di basalto. Le rocce sono colonne laviche scure con superfici più o meno piane, di diverse forme - rotonde, pentagonali, esagonali ecc.
Ganh Da Dia è stato dichiarato Patrimonio Nazionale Vietnamita nel gennaio 1997 dal Ministero della Cultura, Sport e Turismo del Vietnam.